# 818

## Esdeveniments
- Revolta fallida a l'Emirat de Còrdova
- Reforma legislativa de Lluís el Pietós
- Morvan Lez-Breizh és derrotat pels francesos

## Necrològiques
- Ermengarda d'Hesbaye
- Lió: Fèlix d'Urgell, bisbe d'Urgell (781-799) i defensor de les tesis adopcionistes.